# Конный спорт
Конный спорт — обобщающее понятие, под которым понимаются различные способы езды, виды соревнований, спортивных игр и упражнений с использованием верховой езды и участием лошадей.
При езде верхом всадник активно взаимодействует с движением лошади. Лошадь при этом управляется перемещением веса всадника, движениями его ног, а также ослаблением или натяжением поводьев. Голос всадника тоже может влиять на движение лошади.

## Виды конного спорта
Международной федерацией конного спорта (фр. Fédération Equestre Internationale, FEI) официально признаются следующие виды конного спорта:
- Выездка;
- Конкур;
- Троеборье;
- Рейнинг — один из видов Вестерн-спорта;
- Драйвинг;
- Дистанционные конные пробеги;
- Вольтижировка.

В официальную классификацию FEI не входят гонки лошадей, а также такие виды шоу-соревнований, как дамская езда, джигитовка, конное поло и байга.
Гонки лошадей (в том числе конные скачки, бега, стипль-чез, гонки на выносливость и другие) — разновидность конного спорта, которая не контролируется FEI, и не имеет главной управляющей федерации. Их проводят национальные и региональные организации по всему миру. При этом терминология, касающаяся классификации гонок лошадей и их дисциплин, а также правила проведения заездов отличаются в разных странах.
Самые знаменитые гонки: дерби в Кентукки, Гранд Нейшнл (стипль-чез), Всемирный кубок Дубая, Мельбурнский кубок, Japan Cup, Роял Аскот, Эпсомское дерби, «Триумфальная арка», Бридерс Кап Классик.

## История
Конный спорт впервые был включён в программу летних Олимпийских игр в 1900 году. Начиная с 5 Олимпиады в Стокгольме, конный спорт присутствует на всех летних Олимпийских играх. В Стокгольме были представлены спортсмены из 10 стран: Великобритании, Бельгии, Германии, Дании, Норвегии, Российской империи, США, Франции, Чили и Швеции. Шведские конники выиграли все три медали: золотую, серебряную и бронзовую по выездке, Кубок Наций по преодолению препятствий, первое командное место и золотую медаль по троеборью.

## Подготовка лошади
Прежде чем выступать на соревнованиях, лошадь должна пройти подготовку. В России стоимость подготовленной лошади составляет от 600 тысяч до нескольких миллионов рублей, а на мировом уровне цена может доходить до миллиона евро (на 2008 год).

## Амуниция
Амуниция для верховой езды:
- уздечка (оголовье) — деталь амуниции, которая надевается на голову лошади и позволяет облегчить управление ею. В зависимости от предпочтений лошади и всадника, а также в соответствии с правилами конкретного вида спорта классическое трензельное или мундштучное оголовье может быть заменено на хакамору. Детали уздечки: затылочный ремень, нащечные ремни (пара), подбородный ремень, налобный ремень, капсюль (переносный, нахрапный ремень), поводья.
- Трензель (грызло, удила) используется для облегчения управления лошадью. Крепится к нащёчным ремням уздечки (оголовья). К трензелю крепится повод.
- Мундштук (для оголовья мундштучного) — железные удила с подъёмной распоркой у нёба, применяемые для облегчения управления лошадью. Используется исключительно на соревнованиях по выездке (ППЮ и выше).
- Хакамора — вид бестрензельного оголовья. Классическая хакамора представляет собой два кожаных ремешка, проходящих вокруг морды лошади. Один, переносный ремень, чаще всего обшит искусственным или натуральным мехом, а другой, подбородный ремень, чаще всего делается с цепочкой. По бокам морды ремешки соединены металлической пластинкой, к которой крепятся нащёчные ремни уздечки. От пластин вниз идут рычаги, к которым крепятся поводья.
- Сайд-пулл — вид бестрензельного оголовья.
- Седло — приспособление, призванное обеспечить удобство всадника при верховой езде и защитить спину лошади. Седло кладётся на спину лошади поверх вальтрапа.
- Ногавки — приспособления для защиты конечностей лошади во время работы. Ногавки могут защищать как от механических повреждений (удары), так и служить для поддержки и защиты сухожильно-связочного аппарата. Есть и денниковые ногавки, предназначенные для разного рода медицинских процедур.
- Вальтрап — деталь амуниции, изготовленная из простёганной ткани. Вальтрап кладут под седло, чтобы он впитывал пот и предохранял спину лошади от повреждений.
- Попона — покрывало для лошади, которое предохраняет её от простуды, мух (сеточные попоны). Делятся на зимние (изготавливаются из шерсти, флиса, синтепона и пр.) и летние (из хлопка, сетки и прочих лёгких материалов). Некоторые попоны имеют капор (съёмный или цельный) для дополнительного закрывания шеи.
- Подпруга — широкий прочный ремень, предназначенный для удерживания седла (у упряжных лошадей сёделки). Охватывает корпус лошади снизу и с обоих боков пристёгивается к седлу. Бывают из кожи, тесьмы, неопрена и прочих материалов. Некоторые виды сёдел имеют по 2—3 подпруги.
- Недоуздок — уздечка без удил, назначение которой — содержание лошади на привязи. Относится к предметам конюшенного обихода и бывает из кожи, тесьмы.
- Чомбур (чумбур) — верёвка с карабином, с помощью которой привязывают лошадь, когда она в недоуздке. Существуют тесьмяные, цепные или веревочные чомбуры. Карабины бывают обычные и «антипаник», позволяющий быстро отстегнуть лошадь.
- Шпрунт — дополнительное приспособление для работы с лошадью. Это длинные поводья, изготавливаемые из кожи или тесьмы либо комбинированные шнур + повод. Ремень оканчивается с двух сторон специальными застёжками, позволяющими образовывать регулируемые по длине петли, сквозь которые пропускается подпруга седла. Сам шпрунт различными способами проводится от подпруги, сквозь оголовье к рукам всадника, образуя скользящий рычаг (скользящий повод), усиливающий воздействие на лошадь, принудительно опускающий её голову. Езда со шпрунтом на соревнованиях запрещена.

Предметы одноконной бездуговой упряжи:
- хомут с гужевыми мочками, за которые крепят постромки,
- ремённые горты (вместо гужей), скрепляющие хомут с оглоблями,
- вожжи — часть упряжи, состоящая из двух длинных ремней или верёвок и служащая для того, чтобы править лошадью. Вожжи с одной стороны прикрепляются к кольцам удил, а другие концы служат наезднику для управления.
- Седёлка
- Чересседельник

Предметы пароконной упряжи:
- хомуты;
- нагрудные ремни,
- постромки,
- шлея — часть упряжи, ремень, прикреплённый двумя концами к хомуту, проходящий по бокам и спине лошади.
- парные вожжи.

## Экипировка
- Бриджи.
- Краги — изготовленные из кожи, замши или кирзы накладки по форме голени. Служат для защиты ног всадника. Носятся вместе с ботинками.
- Шпоры.
- Редингот. — разновидность костюма для занятий верховой ездой, представлявшая собой нечто среднее между пальто и длинным сюртуком с прямыми полами и шалевым воротником. Как правило, редингот был двубортным, отличался прилегающим силуэтом с разрезом сзади, иногда дополнялся пелериной
- Перчатки.
- Хлыст.
- Защитный жилет.
- Конные сапоги.
- Жокейка или шлем.

## Традиционные виды спорта
- Гонки колесниц
- Джостра (Рыцарский поединок) и Реннен
- Байга
- Кыз куу
- Конная борьба[каз.]
- Кокпар — аналог регби
- Конное поло
- Конная стрельба из лука, например, Ябусамэ
- Конкур
- Выездка
- Вольтижировка
- Джимхана
- Вестерн